# Kanu (Fußballspieler)
António Eduardo Pereira dos Santos (* 3. März 1984 in Salvador), auch Kanu genannt, ist ein brasilianischer Fußballspieler.

## Karriere
Kanu begann beim ABC Natal in der Série C, professionell Fußball zu spielen. Er verließ den Verein ihn nach zwei Jahren, um eine Division höher beim Ituano FC zu spielen. Nachdem dieser 2007 in die Série C abgestiegen war, ging Kanu nach Portugal zum damaligen Zweitdivisionär SC Beira-Mar. Mit dem Verein schaffte er in der Saison 2009/10 den Aufstieg in die Primeira Liga. Nach einem halben Jahr in der ersten Liga wurde er von Standard Lüttich verpflichtet und wurde Vizemeister hinter dem KRC Genk, wodurch die Mannschaft an der 3. Qualifikationsrunde zur UEFA Champions League teilnehmen durfte. In dieser Runde schied Standard Lüttich gegen den FC Zürich aus, qualifizierte sich aber für die Gruppenphase der UEFA Europa League. Im Achtelfinale schied die Mannschaft gegen Hannover 96 aus, wobei Kanu beim 0:4 im Rückspiel zwei Eigentore unterliefen. Im Sommer 2014 wechselte Kanu nach drei Jahren zu Vitória Guimarães. Von Januar bis März 2016 spielte er für Oud-Heverlee Löwen. Danach kehrte er in seine Heimat zurück. Mit dem EC Vitória spielte er bis 2018 noch erstklassig, seit 2019 tingelt er durch unterklassige Klubs.